# 絲帶

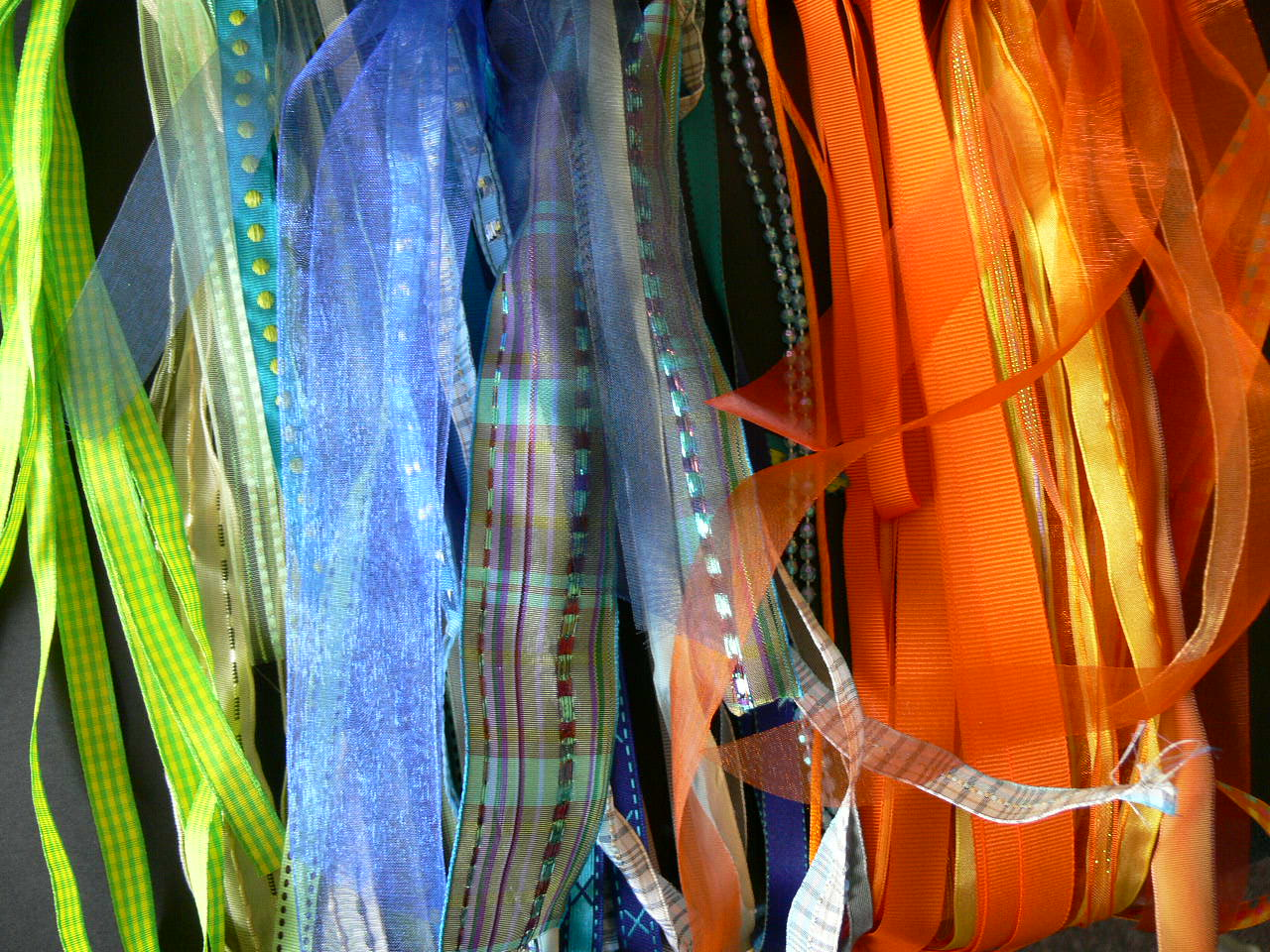
丝带

絲帶又稱緞帶，是一條狀具柔韌性的物料，通常由布質物料製成，但亦可以由塑膠或金屬物料製成。絲帶一般用途是綑綁物件，並有裝飾作用，被用作包禮物的裝飾。布質，特別是絲質的絲帶一般與衣著有關，也是一些手工藝的素材。世界各國文化也有把絲帶用在頭髮，身上，甚至寵物或建築物上。絲帶亦於打字機及點陣式打印機使用染色的色帶儲存墨水。
有些特定顏色或圖案的絲帶有紀念或象徵性作用，稱為顏色絲帶。